# After: Přiznání
After: Přiznání (v anglickém originále After: We Collided) je americký romantický a dramatický film. Jedná se o druhý díl ze série After. Hlavní role hrají Josephine Langford a Hero Fiennes-Tiffin. Režie se ujal Roger Kumble a scénáře Anna Todd a Mario Celaya. Scénář je inspirován stejnojmenným románem Anny Todd, vydaným v roce 2014. Jedná se o sequel filmu After: Polibek (2019).
Film byl v České republice uveden v kinech dne 3. září 2020. Ve Spojených státech měla původně premiéra proběhnout v červenci 2020, ale kvůli pandemii covidu-19 byla posunuta na 2. října 2020. Dne 2. října 2020 se film objevil v amerických kinech a zároveň také na vybraných placených videotékách.

## Obsazení
| Josephine Langford   | Tessa Young       |
| Hero Fiennes-Tiffin  | Hardin Scott      |
| John Jackson Hunter  | malý Hardin Scott |
| Louise Lombard       | Trish Daniels     |
| Dylan Sprouse        | Trevor Matthews   |
| Candice King         | Kimberly Vance    |
| Charlie Weber        | Christian Vance   |
| Max Ragone           | Smith Vance       |
| Selma Blairová       | Carol Young       |
| Shane Paul McGhie    | Landon Gibson     |
| Rob Estes            | Ken Scott         |
| Karimah Westbrook    | Karen Scott       |
| Samuel Larsen        | Zed Evans         |
| Khadijha Red Thunder | Steph Jones       |
| Pia Mia              | Tristan           |
| Inanna Sarkis        | Molly Samuels     |
| Dylan Arnold         | Noah Porter       |

## Vznik filmu
V květnu 2019 bylo potvrzena produkce sequelu filmu After: Polibek. V srpnu 2019 bylo oznámeno, že režie se ujme Roger Kumble. Ve stejný měsíc bylo oznámeno obsazení Dylana Sprouse do role Trevora, Tessyina spolupracovníka. V srpnu bylo oznámeno další obsazení, a to Charlie Weber, Rob Estes, Louise Lombard, Candice King, Karimah Westbrook a Max Ragon. Rob Estes nahradil Petera Gallaghera v roli Kena Scotta a Karimah Westbrook nahradila Jennifer Beals v roli Karen Scott.
Natáčení bylo zahájeno v srpnu 2019 v Atlantě ve státě Georgie.